# Temporada de huracanes del Atlántico de 1970
La temporada de huracanes del Atlántico de 1970 fue la primera temporada de la era de baja calidad más reciente ("fase fría") de formación de ciclones tropicales en el Atlántico. También fue el primer año en el que un avión de reconocimiento voló sobre los cuatro cuadrantes de un ciclón tropical. La temporada comenzó oficialmente el 1 de junio y duró hasta el 30 de noviembre. Estas fechas delimitan convencionalmente el período de cada año en el que se forman la mayoría de los ciclones tropicales en la cuenca del Atlántico . La temporada fue bastante normal, con 14 tormentas en total, de las cuales siete fueron huracanes. Dos de esos siete se convirtieron en huracanes mayores, que son de categoría 3 o superior en elEscala Saffir-Simpson . El primer sistema, el huracán Alma , se desarrolló el 17 de mayo. La tormenta mató a ocho personas, siete por inundaciones en Cuba y una por un rayo en Florida . En julio, la tormenta tropical Becky trajo inundaciones menores a Florida y otras partes del sur de los Estados Unidos , dejando una muerte y alrededor de $ 500,000 (1970  USD ) en daños.
La tormenta más importante de la temporada fue el huracán Celia , un huracán de categoría 4 que azotó el sur de Texas a principios de agosto. Celia resultó en daños por alrededor de $ 930 millones y fue el huracán más costoso en Texas hasta Alicia en 1983 . Hubo 28 muertes, cuatro en Cuba, ocho en Florida y dieciséis en Texas. Más tarde ese mes, la tormenta tropical Dorothy provocó graves inundaciones en Martinica , que dejaron hasta 51 muertos y $34 millones en daños. Una muerte ocurrió en México como resultado del huracán Ella luego de que una casa se derrumbara. En octubre, la Depresión Tropical Quince provocó una devastadora inundación enpuertorico _ Se produjeron al menos 22 muertes y $ 65,5 millones en daños. Colectivamente, las tormentas de esta temporada dejaron al menos $1,03 mil millones en daños y 115 muertes.

## Resumen de temporada
La temporada de huracanes en el Atlántico comenzó oficialmente el 1 de junio, aunque la actividad comenzó un poco antes con la formación del huracán Alma el 17 de mayo. Aunque se desarrollaron 23 depresiones tropicales, solo diez de ellas alcanzaron la intensidad de tormenta tropical; esto fue comparable al promedio de 9,6 tormentas con nombre por temporada entre 1950 y 2000. Cinco de ellos alcanzaron la categoría de huracán, ligeramente por debajo del promedio de 5,9 de 1950-2000. Además, dos tormentas alcanzaron la categoría de huracán mayor, cerca del promedio de 2,3 entre 1950 y 2000. Colectivamente, los ciclones de esta temporada causaron al menos 115 muertes y más de $1,03 mil millones en daños. La temporada de huracanes en el Atlántico terminó oficialmente el 30 de noviembre, aunque el último ciclón tropical se convirtió en extratropical el 28 de octubre.
La ciclogénesis tropical comenzó en mayo y Alma se desarrolló el 17 de mayo. No se produjo actividad de ciclones tropicales en junio. Tres sistemas se originaron en julio, incluida la tormenta tropical Becky y la depresión que finalmente se intensificaría hasta convertirse en el huracán Celia , así como otra depresión tropical que permaneció por debajo de la intensidad de la tormenta tropical. Celia se convirtió en el ciclón tropical más intenso de la temporada el 3 de agosto, con un pico de huracán de categoría 3 en la escala Saffir-Simpson con vientos máximos sostenidos de 125 mph (205 km/h) y una presión barométrica mínima de 945  mbar (27,91  inHg ). En agosto, se desarrollaron cinco sistemas tropicales, incluidas dos tormentas tropicales sin nombre, Dorothy , y otras dos depresiones tropicales. El ocho de septiembre presentó depresiones tropicales, aunque solo tres se convirtieron en tormentas con nombre: Ella , Felice y Greta. Octubre presentó dos huracanes sin nombre, el segundo de los cuales se convirtió en un ciclón extratropical el 28 de octubre, poniendo fin a la actividad de la temporada.
La actividad de la temporada se reflejó con una calificación de energía ciclónica acumulada (ACE) de 40. ACE es una métrica utilizada para expresar la energía utilizada por un ciclón tropical durante su vida. Por lo tanto, una tormenta de mayor duración tendrá valores altos de ACE. Solo se calcula en incrementos de seis horas en los que los sistemas tropicales y subtropicales específicos tienen velocidades de viento sostenidas de 39 mph (63 km/h) o superiores, que es el umbral para la intensidad de una tormenta tropical.

## Ciclones tropicales

### Huracán Alma
A mediados de mayo persistió un área de clima perturbado sobre el suroeste del Caribe. Se organizó gradualmente,  y se formó una depresión tropical el 17 de mayo.  En respuesta a la baja cizalladura del viento y las cálidas temperaturas de la superficie del mar ,  la depresión se fortaleció rápidamente hasta convertirse en tormenta tropical a principios del 20 de mayo y en huracán. esa noche. Sin embargo, el aumento de la cizalladura del viento en los niveles superiores hizo que Alma se deteriorara nuevamente hasta convertirse en una depresión tropical el 22 de mayo.  La depresión continuó su movimiento general hacia el norte, con un breve movimiento hacia el oeste, y golpeó a Cuba el 24 de mayo con vientos máximos de 30 mph (48 km/h). Cuando Alma cruzó el este del Golfo de México , mantuvo una circulación bien definida con una característica ocular evidente en el radar meteorológico , pero la cizalladura persistente limitó la intensidad del sistema.  La depresión tropical Alma tocó tierra cerca de Cedar Key , Florida , el 25 de mayo y se convirtió en extratropical dos días después sobre Carolina del Norte . 
Aunque Alma pasó cerca de la costa, se desconoce el impacto en América Central, si lo hubo.  En las Islas Caimán , se reportaron vientos de 65 mph (105 km/h).  impacto fue más severo en Cuba, donde las inundaciones repentinas causaron siete muertes,  destruyeron varias casas, forzaron la evacuación de 3.000 personas en la provincia de Oriente y obligaron a 16 ingenios azucareros a suspender sus operaciones.  La tormenta trajo lluvias ligeras a Florida, aunque la precipitación alcanzó un máximo de 6,66 pulgadas (169 mm) cerca de Miami .  Las tormentas eléctricas causaron una muerte en Miami y dañaron algunos edificios en Fort Myers . En otros estados, el impacto se produjo principalmente en forma de lluvia, aunque un tornado cerca de Columbia, Carolina del Sur , destrozó un edificio.

### Tormenta tropical Becky
Una gran perturbación comenzó a separarse de la Zona de Convergencia Intertropical cerca de Panamá el 16 de julio.  Para el 19 de julio, la perturbación se convirtió en una depresión tropical. Después de atravesar el canal de Yucatán , la depresión se convirtió en la tormenta tropical Becky el 20 de julio. Becky avanzó de norte a norte-noreste a través del Golfo de México y finalmente se fortaleció para alcanzar vientos máximos de 65 mph (100 km/h) a última hora del 20 de julio.  A partir de entonces, los vientos en niveles superiores comenzaron a debilitar la tormenta.  Para el 22 de julio, Becky tocó tierra cerca de Port St. Joe, Florida , como una depresión tropical. La tormenta se debilitó aún más sobre la tierra, y finalmente se disipó sobre el oeste de Kentucky el 23 de julio. 
A lo largo de Florida, Becky produjo principalmente lluvias ligeras y vientos huracanados. Sin embargo, en Tallahassee , la tormenta dejó caer más de 200 mm (8 pulgadas) de lluvia, lo que provocó inundaciones en la ciudad y sus alrededores.  Según la Cruz Roja , 104 familias en la región de Tallahassee sufrieron pérdidas relacionadas con las inundaciones. Además, se reportaron dos heridos.  Algunas casas cerca de Tallahassee se inundaron con 4 pies (1,2 m) de agua, lo que provocó la evacuación de 15 hogares en botes de remos. Más de 100 autos en el área también quedaron sumergidos.  En el cercano condado de Wakulla , se informó de aguas hasta las rodillas en el juzgado del condado en Crawfordville . Un tornado se generó cerca de Panacea , destruyó una casa y dañó otras dos. Cayeron lluvias de ligeras a moderadas en los estados vecinos y un tornado en Georgia causó una muerte y destruyó dos casas.

### Huracán Celia
Una onda tropical emergió en el Océano Atlántico desde la costa oeste de África el 23 de julio. Se movió rápidamente hacia el oeste y llegó al Mar Caribe occidental el 30 de julio.  Al día siguiente, el sistema se convirtió en una depresión tropical cerca de Gran Caimán . . La depresión avanzó hacia el norte-noroeste sin fortalecerse significativamente y atravesó el oeste de Cuba el 1 de agosto. La depresión ingresó al Golfo de México y se convirtió en tormenta tropical Celia más tarde el 1 de agosto.  Debido a las cálidas temperaturas de la superficie del mar,  Celia se intensificó rápidamenteen un huracán de categoría 3 el 1 de agosto. Temprano el 2 de agosto, Celia comenzó a debilitarse y cayó a la categoría 2 de intensidad. La tormenta se debilitó aún más a un huracán de categoría 1 el 3 de agosto. Sin embargo, mientras se acercaba a la costa de Texas más tarde ese día, Celia comenzó a intensificarse rápidamente nuevamente. A las 21:00 UTC del 3 de agosto, Celia alcanzó su punto máximo como huracán de categoría 4 con vientos sostenidos de 140 mph (220 km/h) y una presión mínima de 944 mbar (27,88 inHg) cuando tocó tierra cerca de Corpus Christi, Texas . Celia se debilitó mientras avanzaba hacia el interior y se disipó sobre Nuevo México el 6 de agosto. 
En Cuba, las fuertes lluvias en la isla provocaron graves inundaciones que provocaron cinco muertes.  La marejada ciclónica y el oleaje azotaron la costa oeste de Florida, especialmente el Panhandle . Se produjeron varios rescates de socorristas, mientras que ocho personas se ahogaron.  En Luisiana , las mareas anormales causaron inundaciones costeras menores .  Las velocidades de viento sostenidas más fuertes en Texas fueron de alrededor de 120 a 130 mph (190 a 210 km/h), mientras que se estimó que las ráfagas de viento alcanzaron 180 mph (290 km/h) en el condado de Nueces .  Gran parte del daño fue causado por una serie de microrráfagas y ráfagas descendentes, la mayoría de los cuales ocurrieron en un lapso de 15 minutos.  Se informaron daños severos en el condado de Nueces, con el 85% de las pérdidas totales de propiedad de Celia causadas solo en Corpus Christi. Aproximadamente el 90% de los edificios del centro fueron dañados o destruidos, mientras que alrededor de un tercio de las viviendas de la ciudad sufrieron impactos severos o fueron demolidas.  En todo el estado, 8.950 casas fueron destruidas y otras 55.650 resultaron dañadas. Alrededor de 252 pequeñas empresas, 331 botes y 310 edificios agrícolas resultaron dañados o destruidos.  En Texas, Celia causó 15 muertes y $930 millones en daños.

### Huracán Cuatro
Una depresión tropical se desarrolló frente a la costa oeste de África el 7 de agosto, con características organizadas de convección y bandas. Un día después, la depresión pasó al sur de Cabo Verde mientras avanzaba por el Atlántico tropical. El 10 de agosto se intensificó a tormenta tropical, luego de que las tormentas eléctricas se concentraran más. Sin embargo, un vuelo de Hurricane Hunters dos días después observó un sistema débil, lo que sugiere que la tormenta se debilitó hasta convertirse en una depresión tropical. Mientras se acercaba a las Antillas Menores, la depresión giró hacia el noroeste y se volvió a intensificar hasta convertirse en una tormenta tropical, con ráfagas de viento con fuerza de huracán al norte del centro. A última hora del 14 de agosto, la circulación se abrió en un canal. El 15 de agosto, se reformó una circulación y el sistema se convirtió nuevamente en una depresión tropical al pasar por alto el este de las Bahamas. Un día después, el sistema se volvió a intensificar hasta convertirse en una tormenta tropical compacta mientras giraba hacia el norte. El 17 de agosto, la tormenta tocó tierra a lo largo delOuter Banks de Carolina del Norte , primero en Atlantic Beach y luego en Rodanthe . A medida que la tormenta aceleraba hacia el noreste, se intensificó hasta convertirse en huracán, con vientos máximos de 80 mph (130 km/h), según el ojo bien definido y un informe de un barco cercano. El 19 de agosto, el sistema se convirtió en extratropical al sur de Terranova y, posteriormente, disminuyó la velocidad y cambió su trayectoria hacia el sur, solo para reanudar una trayectoria hacia el este el 21 de agosto. A última hora del 24 de agosto, el antiguo huracán se disipó al norte de las Azores. 
A lo largo de la costa de Carolina del Norte, las mareas más altas de lo normal volcaron alrededor de 20 barcos, incluido un yate de 68 pies (21 m).  En Salvo , donde la marea pudo haber alcanzado los 4 pies (1,2 m) por encima de lo normal, los paseos marítimos y el equipo de campamento resultaron dañados en los campamentos. Fuertes chubascos produjeron vientos de hasta 75 mph (120 km/h) en Atlantic Beach .  Se informaron daños menores por viento en Atlantic Beach y Morehead City , principalmente limitados a algunos árboles, líneas eléctricas, tejas de techo, antenas de televisión y letreros.  Desde Carolina del Norte hasta Maryland , los salvavidas realizaron docenas de rescates. Ocurrieron cuatro muertes por ahogamiento, dos en Carolina del Norte y dos en Virginia .

### Tormenta tropical Dorothy
Una onda tropical se movió frente a la costa occidental de África el 13 de agosto. Moviéndose hacia el oeste,  una perturbación tropical generada por la onda condujo a la formación de una depresión tropical que comenzó a 500 millas (800 km) al este de las Antillas Menores el 17 de agosto. A medida que avanzaba hacia el oeste-noroeste, se intensificó lentamente y se convirtió en tormenta tropical Dorothy el 19 de agosto. Al día siguiente, Dorothy alcanzó su máxima intensidad con vientos máximos sostenidos de 70 mph (110 km/h). Por esa época, Dorothy cruzó la isla de Martinica . Después de pasar por las Antillas Menores , Dorothy pasó por debajo de una vaguada de núcleo frío en el nivel superior, lo que provocó que la tormenta se debilitara. El 23 de agosto, Dorothy se disipó al sur delPenínsula de Tiburón de Haití . 
A lo largo de las Antillas Menores, Dorothy produjo fuertes vientos y fuertes lluvias. En Martinica , grandes cantidades de precipitación provocaron inundaciones y deslizamientos de tierra, que a su vez provocaron el derrumbe de puentes y daños en viviendas.  Además, también se informaron fuertes vientos con fuerza de tormenta tropical en la isla. La tormenta destruyó 186 viviendas y dejó a 700 personas sin hogar.  El banano, la caña de azúcar y otros cultivos sufrieron grandes pérdidas. Las lluvias torrenciales también se extendieron por Dominica y Guadalupe , pero con efectos menos severos.  Si bien se desconoce el número exacto de muertes de Dorothy, algunas fuentes afirman que ocurrieron hasta 51 muertes. Los daños causados por la tormenta ascendieron a 34 millones de dólares.

### Huracán Ella
Una vaguada bien definida generó una depresión tropical cerca de Cabo Gracias a Dios , Honduras , el 8 de septiembre.  La depresión se desplazó hacia el noroeste sin intensificarse antes de llegar a Tulum, Quintana Roo , el 10 de septiembre. Horas más tarde, el sistema emergió en el Golfo de México y pronto se fortaleció en la tormenta tropical Ella.  Una cresta al norte hizo que se curvara en una dirección general hacia el oeste.  Apenas seis horas después de convertirse en tormenta tropical, Ella se intensificó hasta convertirse en huracán a primeras horas del 11 de septiembre. Mientras se acercaba a la costa del Golfo de México, el ciclón se profundizó significativamente, alcanzando su punto máximo como huracán de categoría 3 el 12 de septiembre con vientos de 125 mph (205 km/h) y una presión mínima de 967 mbar (28,56 inHg). Poco después, Ella tocó tierra cerca de La Pesca , Tamaulipas , con la misma intensidad. El huracán se debilitó rápidamente tierra adentro, cayendo a la intensidad de tormenta tropical el 13 de septiembre y disipándose varias horas después. 
En la península de Yucatán se observaron rachas de viento de 90 km/h (55 mph).  Ella trajo fuertes lluvias a partes del noreste de México .  Varias casas fueron destruidas y las aldeas a lo largo del río San Marcos fueron inundadas por el agua.  Una niña murió después de que su casa se derrumbara. Las inundaciones y las precipitaciones continuas impidieron el transporte de artículos de socorro, incluidos alimentos y medicinas, en helicópteros.  En Texas, las mareas alcanzaron un máximo de 7 pies (2,1 m) por encima de lo normal, pero no se informaron daños por inundaciones costeras.

### Tormenta tropical Felice
El 12 de septiembre, se desarrolló una depresión tropical a partir de una depresión de nivel superior justo al sur de las Islas Ábaco .  Sin una intensificación significativa, el sistema cruzó los Cayos de Florida y entró en el Golfo de México.  Felice siguió siendo una tormenta desorganizada durante toda su duración, plagada de aire seco, falta de actividad de tormentas eléctricas profundas y un centro de circulación mal definido.  Sin embargo, a principios del 16 de septiembre, el ciclón alcanzó su punto máximo con vientos máximos sostenidos de 70 mph (110 km/h) y una presión barométrica mínima de 997 mbar (29,44 inHg). Felice avanzó hacia el noroeste y rozó el sur de Luisiana el 15 de septiembre, antes de tocar tierra cerca de Galveston, Texas., más tarde ese día. Una vez en tierra, Felice se deterioró rápidamente a medida que regresaba al centro de los Estados Unidos, disipándose el 17 de septiembre.  Sin embargo, mientras se encontraba sobre el sureste de Oklahoma, sus restos aún se parecían mucho a un formidable ciclón tropical. 
Antes del ciclón, los funcionarios aconsejaron a los residentes de las comunidades vulnerables que evacuaran sus hogares  y se establecieron refugios temporales para tormentas.  Sin embargo, los efectos de Felice fueron generalmente leves. Lluvias beneficiosas cayeron sobre partes del sur de Florida,  mientras que secciones de la costa de Luisiana experimentaron vientos huracanados mínimos y mareas superiores a lo normal.  En Texas, las ráfagas de viento de hasta 55 mph (89 km/h) en Galveston—y estimadas en cerca de 70 mph (110 km/h) en otros lugares—causaron cortes de energía dispersos y daños menores a los árboles,  mientras que las fuertes lluvias totalizaron más de 6 pulgadas (150 mm) provocaron algunas inundaciones en las calles. Felice retrasó la cosecha local de arroz y arruinó parte del heno que se había cortado antes de la tormenta.  Precipitaciones significativas y ráfagas de viento acompañaron al sistema hacia el norte de Texas y Oklahoma.

### Huracán Diez
Una onda tropical salió de la costa oeste de África el 24 de septiembre y durante varios días mantuvo una trayectoria general hacia el oeste. El 30 de septiembre, un vuelo de los Hurricane Hunters observó una circulación bien definida, mientras que los barcos en el área reportaron vientos huracanados; estas observaciones indicaron que se había desarrollado una tormenta tropical. La tormenta se desplazó hacia el oeste-suroeste, pasando por Santa Lucía y San Vicente hacia el mar Caribe el 2 de octubre. A partir de entonces, se debilitó y degeneró brevemente en una vaguada antes de volver a desarrollarse en una depresión tropical el 5 de octubre. Se volvió a intensificar hasta convertirse en una tormenta tropical. mientras serpenteaba al sur de Hispaniola, y finalmente golpeó la República Dominicana el 8 de octubre como depresión tropical. Cruzó la isla hacia el Atlántico y se movió hacia el noreste por delante de un frente frío que se aproximaba. convirtiéndose brevemente en tormenta tropical nuevamente el 10 de octubre. La tormenta se volvió extratropical cuando se integró con la vaguada el 11 de octubre, moviéndose rápidamente hacia el este y el este-noreste. Las tormentas eléctricas aumentaron el 14 de octubre y, un día después, se estancaron a mitad de camino entre las Azores y Madeira debido a una cresta sobre el norte de Europa. En ese momento, el sistema se integró con un bajo de nivel superior mientras que ya no estaba asociado con el frente; como resultado, se convirtió en una tormenta subtropical. Volviendo hacia el oeste, la tormenta se volvió a intensificar y se convirtió en un huracán completamente tropical el 17 de octubre. Un día después, alcanzó vientos máximos de 85 mph (135 km / h). El huracán giró hacia el norte, debilitándose nuevamente a tormenta tropical el 20 de octubre. Un día después, se transformó en un ciclón extratropical,
El sistema produjo fuertes lluvias en las Antillas Menores, alcanzando los 300 mm (12 pulgadas) en Barbados ;  dejó tres muertos y daños moderados en la isla.  Otra muerte fue reportada en las Islas Vírgenes de los Estados Unidos . Las lluvias torrenciales en Puerto Rico causaron graves daños, con un pico de precipitación de 41,68 pulgadas (1059 mm) en Jayuya ,  de los cuales 17 pulgadas (430 mm) cayeron en un período de 24 horas, superando con creces las cantidades máximas de lluvia durante el período de 1928 . y huracanes de 1899 .  La mayor parte del daño se infligió a los cultivos de caña de azúcar y café. Además, al menos 600 casas fueron destruidas y otras 1000 sufrieron daños,  mientras que unas 10 000 personas quedaron sin hogar.  La tormenta afectó al menos 40 carreteras estatales,  incluidas 15 bloqueadas por deslizamientos de tierra y 11 puentes destruidos.  En total, los daños en Puerto Rico totalizaron $65 millones. Al menos 18 personas murieron en la isla,  y el sistema fue considerado uno de los peores desastres en la historia de Puerto Rico.

### Tormenta tropical Greta
Una onda tropical salió de África occidental y emergió en el Océano Atlántico el 15 de septiembre. Se movió lentamente hacia el oeste hasta el 22 de septiembre, cuando un área de alta presión hizo que acelerara hacia el oeste-noroeste hacia las Islas de Sotavento.  Al día siguiente, la ola interactuó con una baja de núcleo frío , produciendo un área de convección. A medida que el sistema se movía sobre aguas más cálidas, se formó una superficie baja el 26 de septiembre.  Como resultado de la observación de vientos huracanados, el sistema fue designado como tormenta tropical Greta. Sin embargo, la tormenta no se fortaleció, a pesar de las condiciones favorables, por lo que fue descrita por el Centro Nacional de Huracanes (NHC) como una "bomba que no explotó". 
Mientras se acercaba a los Cayos de Florida, Greta se debilitó abruptamente a depresión tropical, coincidiendo con el deterioro del patrón de nubes. Además, los cazadores de huracanes informaron presiones crecientes y vientos más bajos. En la tarde del 27 de septiembre, Greta tocó tierra en Cayo Hueso , Florida, con vientos sostenidos de 26 mph (42 km/h).  Una vez en el Golfo de México, Greta no volvió a intensificarse, aunque mantuvo una circulación cerrada mientras se movía alrededor de un área de alta presión. Se movió a través del norte de la Península de Yucatán , aunque rápidamente resurgió en el Golfo de México. Finalmente, Greta tocó tierra cerca de Tampico, México , el 5 de octubre y se disipó poco después. Debido a la naturaleza débil de la tormenta, se reportó un impacto mínimo. En Florida, las mareas fueron generalmente menores y no estuvieron más de 3 y 4 pies (0,91 y 1,22 m) por encima de lo normal, como se informó en los Cayos de Florida.  Las precipitaciones fueron en su mayoría ligeras, aunque se observaron 8,94 pulgadas (227 mm) de precipitación en Fort Pierce .

### Huracán Doce
El 12 de octubre, se desarrolló una depresión subtropical mientras se encontraba al noreste de las Bahamas. Se intensificó constantemente y se convirtió en una tormenta subtropical al día siguiente. Después de moverse hacia el este-noreste, la tormenta hizo un giro brusco hacia el oeste, seguido de una curva hacia el norte-noreste. Después de adquirir completamente características tropicales, la tormenta subtropical se transformó en un ciclón tropical a principios del 16 de octubre. Doce horas más tarde, la tormenta se fortaleció hasta convertirse en huracán,  poco antes de pasar cerca de las Bermudas .  Continuó intensificándose y se convirtió brevemente en un huracán de categoría 2 el 17 de octubre. Luego, el huracán aceleró rápidamente hacia el noreste,  y tocó tierra en la península de Avalon.de Terranova como huracán de categoría 1. Poco después, el huracán pasó a ser un ciclón extratropical el 17 de octubre. 
El huracán produjo fuertes vientos en las Bermudas , cancelando clases, interrumpiendo el transporte y cerrando negocios, aunque los daños fueron mínimos.  Además, una ligera lluvia cayó sobre la isla.  A lo largo de Terranova, los vientos huracanados causaron daños a las estructuras, principalmente en forma de ventanas rotas. El mar embravecido a lo largo de la costa atlántica de la isla dañó botes de pesca y una rampa de pesca. También se informaron fuertes lluvias en algunas áreas de la región, alcanzando casi 5 pulgadas (130 mm) en Quebec . Los daños en la península de Burin fueron de miles de dólares canadienses , aunque se desconoce la cifra específica. En el territorio francés de San Pedro y Miquelón, varios edificios perdieron su techo debido a los fuertes vientos.

### Huracán Trece
Una depresión subtropical se desarrolló a unas 970 millas (1560 km) al este-noreste de las Bermudas a las 12:00 UTC del 20 de octubre. Después de intensificarse hasta convertirse en una tormenta subtropical temprano al día siguiente, el fortalecimiento adicional fue lento. Inicialmente, el sistema se dirigió hacia el noreste, pero se curvó hacia el sureste el 24 de octubre. Durante ese tiempo, comenzó a adquirir características de ciclón tropical, pasando a tormenta tropical a las 12:00 UTC. La tormenta reanudó su movimiento hacia el noreste y continuó intensificándose. A primeras horas del 27 de octubre, la tormenta se convirtió en huracán.  basado en un informe de vientos de 75 mph (120 km/h) de Pretoriavarias horas después. En el momento de la intensidad del huracán, es probable que el campo de vientos con fuerza de huracán tuviera solo 6 millas (9,7 km) de radio y su campo de viento con fuerza de tormenta tropical tuviera solo 69 millas (111 km) de diámetro.  A las 12:00 UTC del 27 de octubre, el ciclón se debilitó a tormenta tropical y comenzó a acelerar. Aproximadamente 24 horas después, el sistema hizo la transición a un ciclón extratropical mientras se encontraba aproximadamente a 500 millas (800 km) al norte-noreste de Graciosa en las Azores.

## Nombre de los ciclones tropicales
Los siguientes nombres se usaron para tormentas con nombre (tormentas tropicales y huracanes) que se formaron en el Atlántico Norte en 1970. Una tormenta recibió el nombre de Felice por primera vez en 1970. Los nombres que no fueron asignados están marcados en gris . El nombre de Celia fue posteriormente retirado y reemplazado por Carmen en la temporada de huracanes del Atlántico de 1974. 
| - Alma - Becky - Celia - Dorothy - Ella - Felice - Greta | - Hallie (sin usar) - Isabel (sin usar) - Judith (sin usar) - Kendra (sin usar) - Lois (sin usar) - Marsha (sin usar) - Noreen (sin usar) | - Orpha (sin usar) - Patty (sin usar) - Rena (sin usar) - Sherry (sin usar) - Thora (sin usar) - Vicky (sin usar) - Wilna (sin usar) |